# Gertrud Woker
Gertrud Johanna Woker (16 de desembre de 1878, Berna, Suïssa - 13 setembre de 1968, Marin-Epagnier, Suïssa) fou una química i bioquímica suïssa, feminista i pacifista, que denuncià l'ús dels gasos verinosos emprats durant la guerra i les armes químiques, que titllà de perversió de la ciència.
El seu avi matern i el seu pare eren professors de teologia i història, respectivament, a la Universitat de Berna. Entre 1898 i 1900 seguí cursos de professora. Entre 1900 i 1903, cursos de biologia i de química a la Universitat de Berna. Es doctorà el 1903, essent la primera dona suïssa que es doctorà en aquesta universitat, sota la direcció de Stanislaus von Konstanecki (1860-1910) amb una tesi sobre la síntesi de 3,4-dioxiflavones. Amplià després la seva formació entre 1903 i 1905 a la Universitat de Berlín, on seguí cursos de química amb Jacobus van't Hoff (1852-1911), i de bioquímica i farmàcia amb Hermann Thoms (1859-1931). De tornada a Berna, treballà amb Konstanecki sintetitzant derivats de les flavones. Més tard, per invitació de Sahli, començà a dur a terme les investigacions físico-químiques a la clínica mèdica de Berna. Havent decidit entrar a la docència universitària, s'habilità a la facultat de ciències filosòfiques el 1907; la tesi d'habilitació (publicada a Leipzig, 1907) portava el títol: "Probleme der katalytischen Forschnng".
Woker s'especialitzà en la catàlisi. Entre 1910 i 1933 redactà quatre volums en la sèrie Die Katalyse: Die Rolle der Katalyse in der Analytischen Chemie, publicada a Stuttgart. Durant la dècada dels anys vint estudià temes de bioquímica, com els efectes de determinats composts químics en el cos humà i composts naturals emprats com a fàrmacs. El 1933 aconseguí una plaça de professora a la Universitat de Berna. El seu darrer treball fou la publicació en dos volums entre 1953 i 1956 de Die Chemie der natürlichen Alkaloide.
Woker fou membre activa de l'organització que acabaria constituint la Lliga Internacional de Dones per la Pau i la Llibertat (WILPF). En el seu congrés de fundació a La Haia el 1915, durant la Primera Guerra Mundial, l'organització redactà una llista de 20 resolucions que demanaven a les nacions en guerra que deixessin les armes i cercassin mitjans pacífics per resoldre les seves diferències. Les resolucions també demanaven el desarmament i igualtat de drets per a les dones. Woker fou la responsable per fer arribar el missatge al govern suís. Les resolucions arribaren al president dels Estats Units, Woodrow Wilson, que les utilitzà per redactar les seves propostes de pau (els «catorze punts»). Després de la guerra, la WILPF continuà fent campanyes enèrgiques contra l’ús de gasos verinosos en la guerra i Woker, amb la seva experiència en toxicologia, juntament amb la seva capacitat per explicar temes complexos al públic, fou la seva avantguarda. El 1924, Woker cofundà el Comitè Internacional Contra la Ciència de la Guerra. El mateix any publicà un fulletó titulat La següent guerra, una guerra de gasos verinosos, on s'exposaven els diferents tipus de gas que es podrien utilitzar en la guerra, explicava com es podien distribuir i descrivia de manera viva els seus horribles impactes sobre les seves víctimes.
El documental La pacifiste. Gertrud Woker: une heroïne oubliée (2021), de Fabian Chiquet i Matthias Affolter, assessorat per l'experta historiadora Franziska Rogger, evoca i redescobreix la figura d'aquesta científica pionera.